# Andrew Pawley
Pour les articles homonymes, voir Pawley.
Andrew Kenneth Pawley, né en 1941 à Sydney, est un linguiste australien, professeur à l’université nationale australienne. Ses travaux portent principalement sur les langues austronésiennes et papoues. 

La différenciation du proto-polynésien en deux groupes (langues tongiques et langues polynésiennes nucléaires), d'après les travaux de Pawley en 1966.

Il a notamment proposé en 1966 une classification des langues polynésiennes reconnue comme standard dans laquelle il montre l'existence des langues tongiques, qui se sont différenciées plus tôt du proto-polynésien que les autres langues (groupe polynésien nucléaire).